# آموزش در مالزی

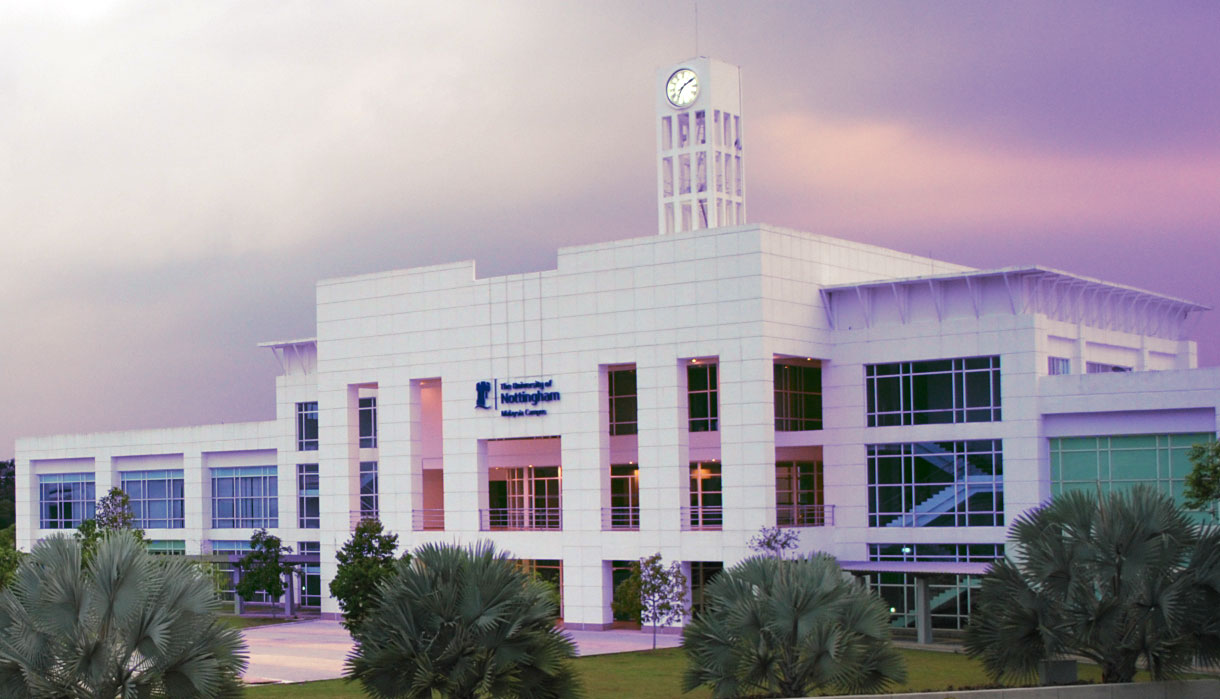
کمپ مالزی دانشگاه ناتینگهام

آموزش در مالزی تحت نظارت وزارت آموزش دولت فدرال می‌باشد. در حال حاضر ۳۷ دانشگاه خصوصی، ۲۰ کالج دانشگاه خصوصی، ۷ دانشگاه شاخهٔ خارجی و ۴۱۴ کالج خصوصی در مالزی وجود دارد.

## مدرسهٔ ابتدایی و پیش از آن
بیشتر بچه‌ها در مالزی آموزش را بین سنین ۶–۳ سالگی از مهد کودک آغاز می‌کنند. علاوه بر بعضی مهد کودکهای دولتی، بیشتر مهد کودکها در مالزی به‌طور خصوصی اداره می‌شوند.
بچه‌ها تحصیل را از سن ۷ سالگی به مدت شش سال در مدراس ابتدایی شروع می‌کنند. دو نوع مدرسه ابتدایی (کاملاً) دولتی یا با مساعدت دولت وجود دارد: مدارس ملی
(«kebangsaan sekolah») از زبان مالایایی به عنوان واسطه آموزشی استفاده می‌نمایند، و مدارس نمونه ملی («kebangsaan jenis sekolah») از زبان چینی یا تامیلی به عنوان واسطه آموزشی بهره می‌برند. دانش آموزان پیش از ورود به سطح دوم، در پایان دوره ۶ ساله، یو پی اس آر یا امتحان ارزشیابی مدرسه ابتدائی را می‌گذرانند.
یک آزمون تحت عنوان پی تی اس، ارزشیابی سطح اول (ممتاز) به عمل می‌آید تا به سنجش دانش آموزان زرنگ بپردازد و به آنها اجازه می‌دهد به‌طور جهشی سال چهارم را گذرانده و از کلاس ۳ به ۵ بروند. این امتحان در سال ۲۰۰۱ برداشته شد.

## آموزش ثانویه یا دبیرستان
آموزش ثانویه در مدارس ثانویه دولتی ۵ سال به طول می‌انجامد. مدارس ثانویه دولتی از زبان مالایایی بدون توجه به زبان، ریاضیات و موضوعات علوم به عنوان واسطه آموزشی استفاده می‌نمایند.
در پایان سال سوم یا کلاس ۳، دانش آموزان برای امتحان ارزشیابی سطح پایینتر PMR، آماده می‌شوند. ترکیب موضوعات درسی برای دانش آموزان کلاس ۴ از مدرسه تا مدرسه دیگر تفاوت دارد. در سال آخر (کلاس ۵)، دانش آموزان امتحان اخذ گواهی تحصیلی مالزی SPM، SPM را می‌گذرانند که معادل با سطوح o یا معمولی بریتانیا بوده و هم اکنون تحت عنوان به آن اشاره می‌شود.
دروس ریاضیات و علوم در مدارس دولتی ابتدائی و ثانویه (دبیرستان) که عبارتتند از زیست‌شناسی، فیزیک، شیمی است که در مالزی به زبان انگلیسی تدریس می‌شود. علت آن بوده که دانش آموزان دیگر به خاطر مانع زبانی طی دوره تحصیلات رده سوم خود در رشته‌هایی چون پزشکی و مهندسی با مشکل مواجه نشوند.
۶۰ دبیرستان مستقل چینی در مالزی وجود دارد که دروس در آن به زبان چینی تدریس می‌شود. این مدارس تحت نظارت و استاندرهای انجمن مالزیایی کمیته‌های مدارس چین متحد است (UCSCAM، بیشتر معمول است که به آن نام چینی دونگ زونگ  گفته می‌شود)، اما برخلاف مدارس دولتی، هر مدرسه مستقلی آزاد است که راجع به امور خود تصمیم‌گیری نمایند.
تکمیل تحصیلات در مدارس مستقل، ۶ سال به طول می‌انجامد، که به دو بخش (۳ ساله) متوسطه پایینی و متوسطه بالایی تقسیم می‌شود. دانش آموزان برای یک آزمون استاندارد شده که از سوی دونگ زونگ تحت عنوان گواهی آزمون یکپارچه (UEC) در پایان دوره سه ساله متوسطه پایینی (معادل با PMR) و دوره ۳ ساله متوسط بالایی (معادل با سطح AO) مهیا می‌شوند. تعدادی از مدارس مستقل کلاسهایی را برای آموزش زبان مالایایی و انگلیسی علاوه بر زبان چینی تدارک دیده‌اند که دانش آموزان را قادر می‌سازد برای امتحانات PMR و SPM نیز آماده شوند.

## دانشگاه
دانش آموزانی که خواهان ورود به دانشگاه هستند باید ۲/۱۱ کامل بیشتر از مدرسه ثانویه در کلاس ۶ بمانند و برای امتحان، گواهی تکمیلی آموزشی مالزی را که معادل با سطح پیشرفته یا A در بریتانیا بوده، بگذرانند.
برای تحصیلات مرحله سوم، دانشگاه‌های عمومی همچون دانشگاه مالایا و دانشگاه کبانگسان مالزی وجود دارد. علاوه بر این، ۵ دانشگاه معتبر بین‌المللی از سال ۱۹۹۸ در مالزی، شعب کمپ خود را تأسیس نموده‌اند. کمپ هر شعبه دانشگاهی را می‌توان همچون یک شعبه دور از دانشگاه اصلی فرض کرد، که همان رشته‌ها و مدارک را که مراکز اصلی می‌دهند، ارائه می‌کند. دانشجویان بومی و بین‌المللی هردو می‌توانند این شرایط نمونه خارجی را با پایینترین هزینه تحصیل در مالزی احراز نمایند. کمپهای شعبه خارجی دانشگاه عبارتند از: دانشگاه موناش، کمپ سانوی، دانشگاه فناوری کرتین، کمپ سارواراک، کمپ ساواراک از دانشگاه فناوری سوئین برن، کمپ مالزیایی دانشگاه ناتینگهام و کمپ مالزیایی دانشگاه FTMS-De Monfort در کوآلالامپور.
دانش آموزان همچنین اختیار دارند پس از تحصیلات متوسطه به کالجهای خصوصی بروند. بیشتر کالجها با دانشگاه‌های خارجی ارتباطات تحصیلی دارند به خصوص ایالات متحده، بریتانیای کبیر و استرالیا. بسیاری از دانشجویان مالزی در کشورهای خارجی از جمله در بریتانیای کبیر، ایالات متحده، استرالیا، سنگاپور، کانادا و زلاندنو تحصیل می‌کنند. همچنین دانشجویان می‌توانند 1 یا 2 ترم تحصیلی را در کشورهایی که پارتنر دانشگاه‌های مالزی هستند، بگذرانند. از طرفی اکثر دانشگاه های بین المللی مالزی مانند دانشگاه ای پی یو (APU) به دانشجویان مدرک همزمان می‌دهند. به عبارتی دانشجویان بعد از فارغ التحصیل شدن از دانشگاه ای پی یو مالزی، دو مدرک همزمان، یکی از دانشگاه ای پی یو مالزی و دیگری از دانشگاه پارتنر آن یعنی دانشگاه دمونت فورت انگلستان (به انگلیسی: De Montfort) دریافت می‌کنند.

## مدرسه‌های بین‌المللی
علاوه بر برنامه درسی ملی، مالزی دارای مدارس متعدد بین‌المللی است. مدارس بین‌المللی به دانش آموزان این فرصت را می‌دهد تا برنامه درسی کشور دیگری را مطالعه کنند. عمدتاً این مدارس جمعیت در حال افزایش دور از وطن را در کشور تحت پوشش قرار می‌دهد. از جمله عبارتند از:
- مدرسه بین‌المللی مالزی (برنامه درسی استرالیا)
- مدرسه آلیس اسمیت (برنامه درسی بریتانیا)
- مدرسه بین‌المللی گاردن (برنامه درسی بریتانیا)
- مدرسه بین‌المللی کوآلالامپور (برنامه درسی آمریکا و دوره کارشناسی بین‌المللی)
- مدرسه ژاپنی کوآلالامپور (برنامه درسی ژاپن)
- مدرسه بین‌المللی پنانگ (برنامه درسی بریتانیا و دوره کارشناسی بین‌المللی)
- (مدرسه) لیسی فرانسیسدو کوآلالامپور (برنامه درسی فرانسوی)
- مدرسه بین المللی مونت کیارا
- مدرسه بین المللی سان وی (برنامه درسی کانادایی)
- مدرسه بین المللی IGB
- مدرسه آلمانی کوالالامپور
- پردیس مدرسه بین المللی REAL Cheras
- مدرسه بین المللی Oasis کوالالامپور
- کالج اپسوم در مالزی
- بیکن هاوس مالزی نیولندز بین المللی
- مدرسه بین المللی کینگزگیت
- مدرسه بین المللی مدرن جهانی
- مدرسه بین المللی ویکتوریا
- کالج مارلبرو مالزی
- مدرسه بین المللی رپتون
- مدرسه بین‌المللی جزیره پرنس ولز و دبستان POWIIS
- مدرسه بین المللی Qosmo
- مدرسه بین المللی کرنبریج
- مدرسه بین المللی راکلین
- مدرسه بین المللی تمپلر پارک